# تيموثي جوزيف هوران
تيموثي جوزيف هوران (بالإنجليزية: Timothy Joseph Horan) هو دبلوماسي أيرلندي، ولد في 1912 في Carlow ‏ في جمهورية أيرلندا، وتوفي في 1975 في باريس في فرنسا.